# Castellu di Capula

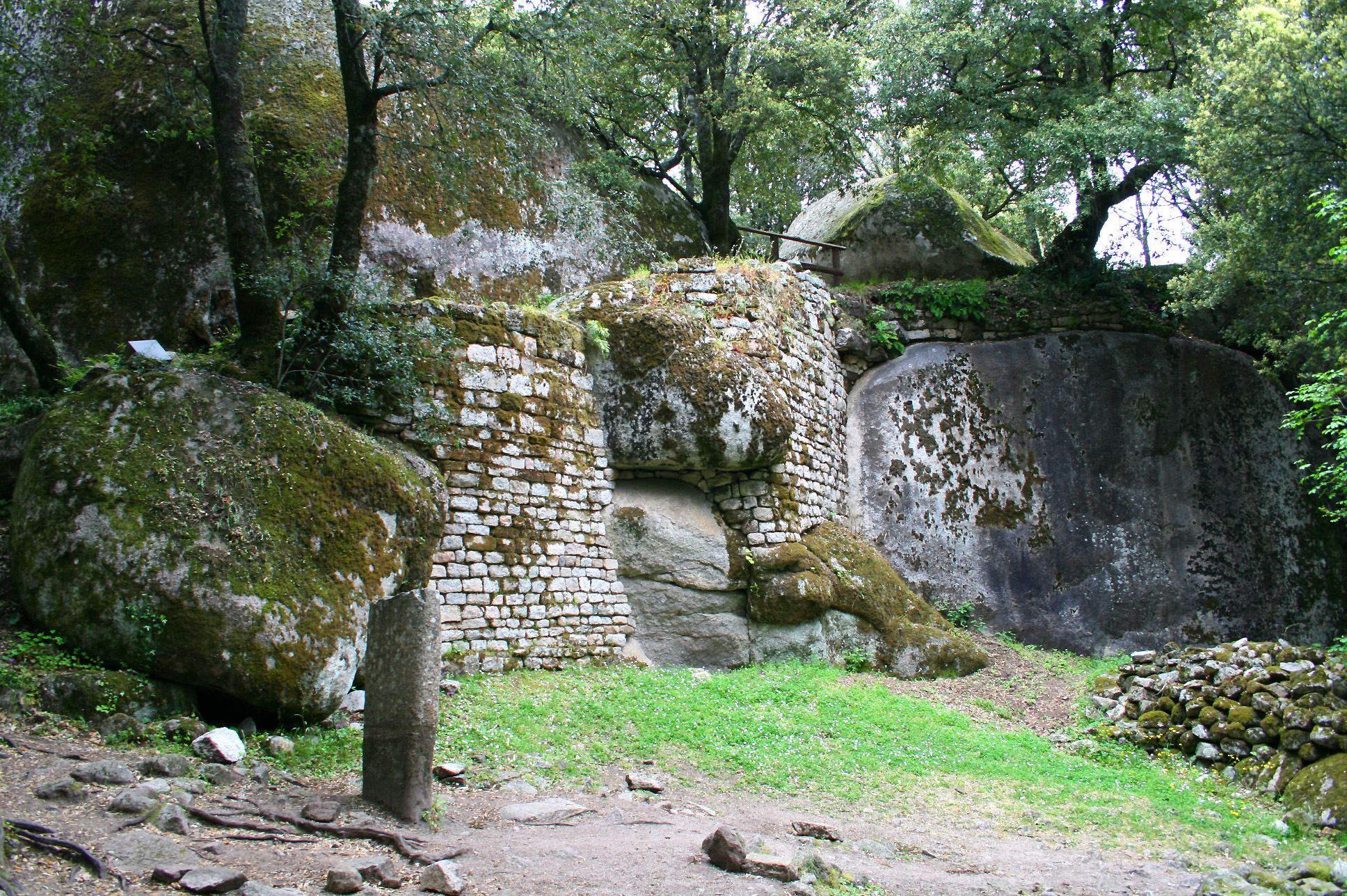
Castellu di Capula

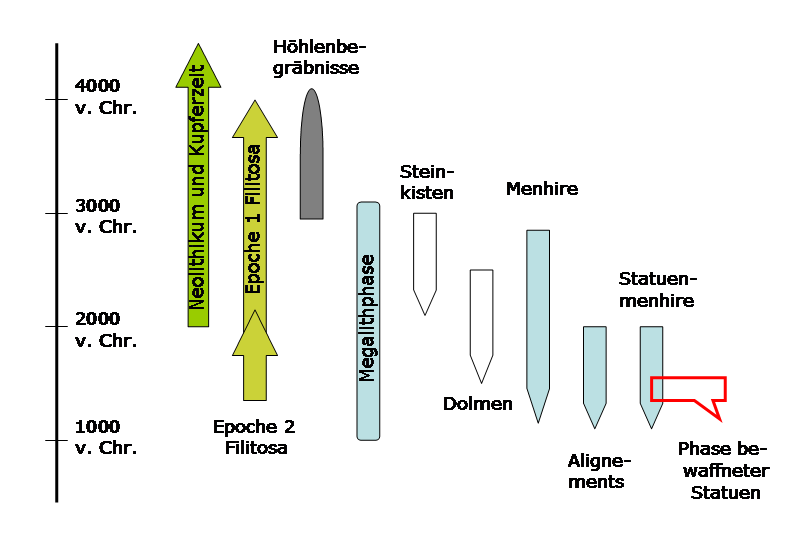
Zeitstellung korsischer Megalithen

Das Castellu di Capula ist eine Kultstätte der Torre-Kultur auf der Mittelmeerinsel Korsika, die bis ins Mittelalter besiedelt war. Sie liegt zwischen Sainte-Lucie-de-Tallano und Levie auf dem etwa 900 m hohen Granitplateau Pianu di Levie. In der Nähe liegen die gleichartigen Anlagen Castellu di Cucuruzzu und Forcina sowie der „Forêt du temps“ (Wald der Zeit).
Der Eingang zur Anlage ist von Felsblöcken gesäumt, einige von ihnen mit Tafonibildungen. Zwei Abschnitte der Mauer zeigen horizontale Gesteinslagen aus kleinen viereckigen Steinen, die eine Art Brüstung darstellen. Diese Steine wurden mit Kalkmörtel an die Naturfelsblöcke angemauert. Der höhere Teil der beiden Mauern, aus etwas größeren Steinen erbaut, bildet eine Art Stützmauer der Eingangsrampe zur Terrasse.
Der Statuenmenhir am Zugang besteht aus zwei Fragmenten und zeigt die Bewaffnung mit einem 94 cm langen Langschwert.
Ein Abri, dessen Benutzung vom Ende des Neolithikums bis zum Mittelalter belegt ist, liegt seitlich des Zugangs. Elemente einer mittelalterlichen Konstruktion sind sichtbar. Im Süden liegt der Eingang mit einer mit Platten belegten Schwelle. Im Osten grenzt eine zweifacher verblendete Mauer an einen Herd aus Platten, an den eine Fläche aus gebranntem Ton angrenzt. Man fand hier lokale und importierte Keramik. Besonders beachtenswert ist ein kleiner pisanischer Krug aus dem 14. Jahrhundert (heute im Museum Levie). Nahe der Schwelle fand man zahlreiche Nägel, die auf eine Holztür schließen lassen, die den Bereich verschloss.
Im Zentrum des Castellu di Capula liegen die Grundmauern zweier mittelalterlicher Gebäude. Die Mauern des trapezoiden Saales A wurden mit Kalkmörtel zusammengefügt. Die Ecken des Saales B sind aus behauenen Blöcken gebildet. Ansonsten bestehen sie aus Trockenmauerwerk. Im Westen liegt ein höher gelegenes Monument (Donjon), dessen Funktion unbekannt ist.
Leiter der Ausgrabung, die keine vorzeitlichen Funde erbrachte, ist „François de Lanfranchi“, Direktor des Institut Corse d’Etudes Prehistoriques.
Abseits des Castellu liegt die Kapelle Saint-Laurent, im Jahre 1917 aus den Steinen der mittelalterlichen Kapelle erbaut, von der nur noch Grundmauern existieren.